# Апендикулярії
Апендикуля́рії (Appendicularia, Larvacea) — клас підтипу покривників (Tunicata). Невеличкі тварини морського планктону.
Клас нараховує близько 60 видів.

## Будова та спосіб життя
Розміри тіла 0,5-3 мм, рідко перевищують 1 см, ведуть пелагічний спосіб життя. Все життя зберігають хорду і не мають навколозябрової порожнини, зябрових отворів лише два. Туніка розвинена погано і представлена холодцеподібною оболонкою «хаткою», з якої апендикулярія регулярно по декілька разів на день виходить назовні. Нова «хатка» формується дуже швидко за рахунок виділень шкірного епітелію, звичайно вже через годину. Розмножуються статевим шляхом. Деякі вчені вважають, що апендикулярії є неотенічною формою, яка набула здатності розмножуватись на личинковій стадії і в процесі еволюції втратила дорослу стадію. Поширені в усіх океанах. Неотенія — здатність організмів розмножуватись на ранніх стадіях розвитку (наприклад, в личинковій стадії).
Тіло апендикулярій складається з тулуба, оточеного драглистим «будиночком», і хвоста, що підтримується хордою. Живляться апендикулярії дрібними організмами, які разом з водою заганяють хвостом в отвір на передньому кінці «будиночка». Виходить вода крізь отвір на задньому кінці. Апендикулярії періодично скидають «будиночки» і утворюють нові. У Чорному морі відомий один вид апендикулярій — Oicopleura cophocerca.